# USS Wichita (CA-45)
«Вічита» (CA-45) (англ. USS Wichita (CA-45) — військовий корабель, важкий крейсер військово-морських сил США за часів Другої світової війни.
Важкий крейсер «Вічита» був закладений 28 жовтня 1935 року на верфі Philadelphia Naval Shipyard, Філадельфія. 16 листопада 1937 року корабель спущений на воду, а 16 лютого 1939 року увійшов до складу ВМС США.
«Вічита» був останнім американським важким крейсером, що розроблявся у відповідності до обмежень морських мирних домовленостей, і останнім крейсером напередодні Другої світової війни. З вступом США у війну виконував завдання у складі британського Домашнього флоту, брав участь у висадці морського десанту в Північній Африці, у бойових діях на морі, бився у Північній Атлантиці, біля берегів Норвегії, супроводжував арктичні та атлантичні конвої. Згодом переведений на Тихий океан, брав участь у бою біля острова Реннелл, в Алеутській кампанії, у вторгненні на Маршаллові та Маріанські острови, в битвах у Філіппінському морі, затоці Лейте та за Окінаву. За бойові заслуги крейсер був удостоєний 13 бойових відзнак.

## Історія
29 квітня 1942 року важкий крейсер «Вічита» діяв у супроводі конвою PQ 15, що йшов до Росії під командуванням адмірала Д.Тові.
У травні 1942 року «Вічита» входив до сил ескорту великого конвою PQ 16, який супроводжував 35 транспортних суден (21 американське, 4 радянські, 8 британських, 1 голландське та одне під панамським прапором) до Мурманська від берегів Ісландії зі стратегічними вантажами і військовою технікою з США, Канади і Великої Британії. Його супроводжували 17 ескортних кораблів союзників, до острова Ведмежий конвой прикривала ескадра з 4 крейсерів і 3 есмінців.
Попри атакам німецького підводного човна U-703, повітряним нападам бомбардувальників He 111 та Ju 88 бомбардувальних ескадр I./KG 26 і KG 30 конвой, втратив сім суден і ще одне повернуло назад на початку походу, дістався свого місця призначення.
30 червня 1942 року «Вічита» у складі крейсерського з'єднання разом з «Лондон», «Норфолк» та «Тускалуза», під командуванням контр-адмірала Л.Гамільтона, вийшов з Сейдісфіорда в Ісландії на прикриття арктичного конвою PQ 17 у ролі далекого крейсерського ескорту. 3 липня крейсери приєдналися до конвою, але вже наступного дня кораблі Л.Гамільтона залишили конвой і незабаром повернулися на базу.
Але, конвой PQ 17 спіткала жорстока доля. 4 липня Адміралтейство отримало повідомлення про вихід у море німецького лінкора «Тірпіц» і перший морський лорд адмірал флоту Д.Паунд віддав наказ «Конвою розсіятися!». Супроводжуючі конвой бойові кораблі відкликали для перехоплення «Тірпіца», а усі транспортні судна кинули напризволяще. Як з'ясувалося згодом, інформація про вихід німецького лінкора виявилася хибною, тоді як конвой, залишений без захисту, став легкою здобиччю німецьких підводних човнів і торпедоносців. Як наслідок, 22 транспорти та 2 допоміжних судна зі складу 35 транспортних суден конвою були потоплені.
У листопаді 1942 року американський крейсер брав участь у висадці морського десанту в Північній Африці. У ранкові години 8 листопада 1942 року лінкор «Массачусетс», важкі крейсери «Вічита» і «Тускалуза», есмінці «Моран», «Райнд», «Вейнрайт» та «Джеркінс» наблизилися до французького узбережжя на відстань відкриття артилерійського вогню та почали гатити по позиціях французів. У свою чергу флот Віші відкрив вогонь з берегових батарей та лінкора «Жан Бар». Але вже на сьомому пострілі французький лінкор був уражений американськими артилеристами 410-мм снарядом; влучний постріл заклинив башту й корабель замовчав.
О 9 годину з бухти Касабланки під прикриттям димової завіси сім бойових кораблів французької 2-ї легкої ескадри вийшли на перехоплення морського десанту американців. Французькі есмінці «Малін», «Фуго» та «Булоне» вирвалися вперед, коли по них завдали удару винищувачі авіаносця «Рейнджер». Однак, французькі артилеристи потопили одне десантне судно та влучили в «Людлов». Після ураження артилерійським вогнем з есмінця «Вілкс» та крейсерів «Вічита» і «Тускалуза» французький «Малін» викинувся на берег, згодом «Фуго» та «Булоне» підпали під влучний обстріл «Тускалуза» і «Массачусетс», і в 10:12 затонув «Булоне», а в 10:40 — «Фуго». Три невеличкі французькі бойові кораблі намагалися допомогти постраждалим з затонулого есмінця «Фуго», однак, загороджувальним вогнем американські кораблі примусили їх відплить.
Наприкінці 1942 року «Вічита» направили на Тихий океан. У січні 1943 року крейсер брав участь у бою біля острова Реннелл. Після цього він йде на Алеутські острови і у квітні 1943 став флагманом Оперативної групи 52.10, потім Оперативної групи 16.4, а ще пізніше Оперативної групи 16.7.
22 липня крейсер брав участь в обстрілі Кискі, після чого повернувся в П'юджет-Саунд для ремонту. Роботи завершилися на початку грудня, і крейсер повернувся на Гаваї. У січні 1944 року він узяв участь у висадці десанту на Маршаллові острови, потім у Голланд, в ударах по Труку та Сайпану. У червні 1944 року «Вічита» брав участь у бою у Філіппінському морі. У жовтні у складі Оперативної групи 38 він брав участь в ударах по Окінаві, Формозі і Лусону.
13 жовтня поблизу Формози отримав потрапляння торпеди крейсер «Канберра». «Вічита» буксирував пошкоджений корабель протягом 2 діб. 25 жовтня 1944 крейсер взяв участь в бою у мису Енганьо. Разом з іншими крейсерами він потопив пошкоджений авіаносець «Тійода» і есмінець «Хацуюкі». Але на «Вічита» виникають неполадки в машинах, можливо це сталося внаслідок буксирування «Канберри».
У листопаді 1944 року крейсер пішов на ремонт до США, роботи закінчилися на початку лютого 1945. Після цього «Вічита» брав участь у боях у Окінави, та в окупації Японії.